# Karl Freund
Karl Freund (Königinhof an der Elbe, 16 gennaio 1890 – Santa Monica, 3 maggio 1969) è stato un regista e direttore della fotografia tedesco.
Nato nell'allora Boemia austroungarica a Königinhof an der Elbe (in ceco Dvůr Králové nad Labem).
Vinse l'Oscar alla migliore fotografia nel 1938 per il film La buona terra.

## Biografia
Nato in Boemia, Freund cominciò la sua carriera nel 1905 quando, all'età di 15 anni, diventò assistente proiezionista per una compagnia cinematografica di Berlino, città dove si era trasferito con la sua famiglia.
Lavorò alla fotografia di oltre cento film, inclusi alcuni dei capolavori del cinema espressionista tedesco come Il Golem (1920), L'ultima risata (1924) e Metropolis (1927). Freund emigrò negli Stati Uniti nel 1929, dove continuò a lavorare come direttore della fotografia. Firmò film come Dracula (1931) di Tod Browning e L'isola di corallo (1948) di John Huston.
L'unico film conosciuto di Freund come attore è Desiderio del cuore (1924), di Carl Theodor Dreyer, girato in Germania, nel quale interpretò il breve ruolo di un mercante d'arte feticista che conserva la cenere del tabacco fumato da un famoso pittore.
Tra il 1921 e il 1935, Freund diresse anche dieci film, il più noto dei quali è probabilmente La mummia (1932) con Boris Karloff e il suo ultimo da regista, Amore folle (1935), con protagonista Peter Lorre.
Nel 1937, si recò in Germania per prendere Gerda, la sua unica figlia e la portò con sé negli USA. La salvò probabilmente da una morte certa in campo di concentramento, dove invece finì l'ex moglie, Susette (nata Liepmannssohn), che rimase in Germania. Venne internata a Ravensbrück e uccisa nel marzo del 1942.
All'inizio degli anni cinquanta, Freund venne persuaso da Desi Arnaz a lavorare alla fotografia della serie televisiva I Love Lucy, prodotta dalla Desilu. Dal 1951 al 1956, ne girò 149 episodi.

## Premi e riconoscimenti
Nel 1938, Freund vinse l'Oscar alla migliore fotografia per La buona terra di Sidney Franklin

## Filmografia

### Regista
- Der tote Gast (1921)
- Der große Sensationsprozeß (1923)
- Dracula di Tod Browning co-regia (non accreditato) (1931)
- La mummia (The Mummy) (1932)
- Moonlight and Pretzels (1933)
- La spia B (Madame Spy) (1934)
- La contessa X (The Countess of Monte Cristo) (1934)
- Uncertain Lady (1934)
- I Give My Love (1934)
- Gift of Gab (1934)
- Amore folle (Mad Love) (1935)

### Fotografia
- Sangue bollente (Heißes Blut), regia di Urban Gad (1911)
- Jadna majka, regia di Bozidar Savic (1912)
- Pampulik als Affe, regia di Alexander Kolowrat (1912)
- Pampulik kriegt ein Kind, regia di Alexander Kolowrat (1912)
- Engelein - Mimisches Lustspiel, regia di Urban Gad (1913)
- Pampulik hat Hunger, regia di Alexander Kolowrat (1913)
- Die Suffragette, regia di Urban Gad (1913)
- Die Filmprimadonna, regia di Urban Gad (1913)
- Das Feuer. Die alte Gnädige, regia di Urban Gad (1913)
- Engelein, regia di Urban Gad (1914)
- Das Kind ruft, regia di Urban Gad (1914)
- Zapatas Bande, regia di Urban Gad (1914)
- Das Feuer, regia di Urban Gad (1914)
- Notti veneziane (Eine venezianische Nacht), regia di Max Reinhardt (1914)
- Der Hund von Baskerville, regia di Rudolf Meinert (1914)
- Vordertreppe - Hintertreppe, regia di Urban Gad (1915)
- Der Mann im Spiegel, regia di Conrad Wiene e Robert Wiene (1916)
- Frau Eva, regia di Artur Berger e Robert Wiene (1916)
- Die ewige Nacht, regia di Urban Gad (1916)
- Engeleins Hochzeit, regia di Urban Gad (1916)
- Abseits vom Glück, regia di Rudolf Biebrach (1916)
- Die Räuberbraut, regia di Robert Wiene (1916)
- Gelöste Ketten, regia di Rudolf Biebrach (1916)
- Bummelstudenten, regia di Rudolf Biebrach  (1917)
- Feenhände, regia di Rudolf Biebrach (1917)
- Die Ehe der Luise Rohrbach, regia Rudolf Biebrach (1917)
- Der Liebesbrief der Königin, regia di Robert Wiene (1917)
- Christa Hartungen, regia di Rudolf Biebrach (1917)
- Die Prinzessin von Neutralien, regia di Rudolf Biebrach (1917)
- Die Claudi vom Geiserhof, regia di Rudolf Biebrach (1917)
- Höhenluft, regia di Rudolf Biebrach (1917)
- Die Faust des Riesen, regia di Rudolf Biebrach (1917)
- Gräfin Küchenfee, regia di Robert Wiene (1918)
- Edelsteine - Phantastisches Drama in 4 Akten, regia di Rudolf Biebrach (1918)
- Auf Probe gestellt, regia di Rudolf Biebrach (1918)
- Das Geschlecht derer von Ringwall, regia di Rudolf Biebrach (1918)
- Agnes Arnau und ihre drei Freier, regia di Rudolf Biebrach (1918)
- Gefangene Seele, regia di Rudolf Biebrach (1918)
- Das Maskenfest des Lebens, regia di Rudolf Briebach (1918)
- Die Heimkehr des Odysseus, regia di Rudolf Biebrach (1918)
- Die Sieger, regia di Rudolf Biebrach (1918)
- Die blaue Laterne, regia di Rudolf Biebrach (1918)
- Augen, regia di Artur Kiekebusch-Brenken e Georg Schubert (1919)
- Die Dame, der Teufel und die Probiermamsell, regia di Rudolf Biebrach (1919)
- Il ragazzo in blu (Der Knabe in Blau), regia di Friedrich Wilhelm Murnau (1919)
- Die Arche, regia di Richard Oswald (1919)
- La sbornia (Rausch), regia di Ernst Lubitsch (1919)
- Die Spinnen, 1. Teil - Der Goldene See, regia di Fritz Lang (1919)
- Die letzten Menschen, regia di Richard Oswald (1919)
- Die Frau im Delphin, oder 30 Tage auf dem Meeresgrund, regia di Artur Kiekebusch-Brenken (1920)
- Satana, regia di Friedrich Wilhelm Murnau (1920)
- Die Spinnen, 2. Teil - Das Brillantenschiff, regia di Fritz Lang (1920)
- Il gobbo e la ballerina (Der Bucklige und die Tänzerin), regia di Friedrich Wilhelm Murnau (1920)
- La testa di Giano (Januskopf), regia di Friedrich Wilhelm Murnau (1920)
- Katharina die Große, regia di Reinhold Schünzel (1920)
- Il Golem - Come venne al mondo (Der Golem, wie er in die Welt kam), regia di Paul Wegener (1920)
- Der verlorene Schatten, regia di Rochus Gliese (1921)
- Verlogene Moral, regia di Hanns Kobe (1921)
- Aus dem Schwarzbuch eines Polizeikommissars, 1. Teil - Loge Nr. 11, regia di Edmund Edel, Artúr Somlay (1921)
- Der tote Gast, regia di Karl Freund (1921)
- Der Schwur des Peter Hergatz, regia di Alfred Halm (1921)
- Die Ratten, regia di Hanns Kobe (1921)
- Der Roman der Christine von Herre, regia di Ludwig Berger (1921)
- Kinder der Finsternis - 1. Der Mann aus Neapel, regia di Ewald André Dupont (1921)
- Kinder der Finsternis - 2. Kämpfende Welten, regia di Ewald André Dupont (1922)
- Louise de Lavallière, regia di Georg Burghardt (1922)
- Marizza, detta la signora dei contrabbandieri (Marizza, genannt die Schmuggler-Madonna), regia di Friedrich Wilhelm Murnau (1922)
- La terra che brucia (Der brennende Acker), regia di Friedrich Wilhelm Murnau (1922)
- Lucrezia Borgia, regia di Richard Oswald (1922)
- Herzog Ferrantes Ende, regia di Paul Wegener, Rochus Gliese(1922)
- Tiefland, regia di Adolf E. Licho (1923)
- Der große Sensationsprozeß, regia di Karl Freund (1923)
- Der Tiger des Zirkus Farini, regia di Uwe Jens Krafft (1923)
- L'espulsione (Die Austreibung), regia di Friedrich Wilhelm Murnau (1923)
- Finanze del granduca (Die Finanzen des Großherzogs) (1924)
- Desiderio del cuore (Mikaël), regia di Carl Theodor Dreyer (1924)
- L'ultima risata (Der letzte Mann), regia di Friedrich Wilhelm Murnau (1924)
- Varieté, regia di Ewald André Dupont (1925)
- Tartufo (Herr Tartüff), regia Friedrich Wilhelm Murnau (1925)
- Manon Lescaut, regia di Arthur Robison (1926)
- Metropolis, regia di Fritz Lang (1927)
- Berlino - Sinfonia di una grande città (Berlin: Die Sinfonie der Grosstadt), regia di Walter Ruttmann (1927)
- Doña Juana, regia di Paul Czinner (1928)
- A Knight in London, regia di Lupu Pick (1928)
- Fräulein Else, regia di Paul Czinner (1929)
- Sleeping Partners, regia di Seymour Hicks (1930)
- All'ovest niente di nuovo (All Quiet on the Western Front), regia di Lewis Milestone (1930)
- La moglie n. 66 (The Lottery Bride), regia di Paul L. Stein (1930)
- The Boudoir Diplomat, regia di Malcolm St. Clair (1930)
- Dracula, regia di Tod Browning (1931)
- The Bad Sister, regia di Hobart Henley (1931)
- Up for Murder, regia di Monta Bell (1931)
- Personal Maid, regia di Monta Bell, Lothar Mendes (1931)
- Strictly Dishonorable, regia di John M. Stahl (1931)
- Il dottor Miracolo (Murders in the Rue Morgue), regia di Robert Florey (1932)
- L'ultimo scandalo (Scandal for Sale), regia di Russell Mack (1932)
- La donna proibita (Back Street), regia di John M. Stahl (1932)
- L'aeroporto del deserto (Air Mail), regia di John Ford (1932)
- Afraid to Talk, regia di Edward L. Cahn (1932)
- Il bacio davanti allo specchio (The Kiss Before the Mirror), regia di James Whale (1933)
- Il paradiso delle fanciulle (The Great Ziegfeld) (segmento: Ziegfeld Roof Numbers), regia di Robert Z. Leonard (1936)
- Margherita Gauthier (Camille), regia di George Cukor (1936)
- La buona terra (The Good Earth), regia di Sidney Franklin e Victor Fleming (1937)
- Parnell, regia di John M. Stahl (1937)
- Maria Walewska (Conquest), regia di Clarence Brown (1937)
- Man-Proof, regia di Richard Thorpe (1938)
- Tre camerati (Three Comrades), regia di Frank Borzage (1938)
- Port of Seven Seas, regia di James Whale (1938)
- L'ultima recita (Letter of Introduction), regia di John M. Stahl  (1938)
- Tail Spin, regia di Roy Del Ruth (1939)
- La rosa di Washington (Rose of Washington Square), regia di Gregory Ratoff (1939)
- Passione (Golden Boy), regia di Rouben Mamoulian (1939)
- Barricade, regia di Gregory Ratoff (1939)
- Balalaika, regia di Reinhold Schünzel (1939)
- The Earl of Chicago, regia di Richard Thorpe e Victor Saville (non accreditato) (1940)
- Inferno verde (Green Hell), regia di James Whale (1940)
- Lo stalliere e la granduchessa  (Florian), regia di Edwin L. Marin (1940)
- We Who Are Young, regia di Harold S. Bucquet (1940)
- Orgoglio e pregiudizio (Pride and Prejudice), regia di Robert Z. Leonard (1940)
- Keeping Company, regia di S. Sylvan Simon (1940)
- Fiori nella polvere (Blossoms in the Dust), regia di Mervyn LeRoy (1941)
- Soldato di cioccolata (The Chocolate Soldier), regia di Roy Del Ruth (1941)
- Gente allegra (Tortilla Flat), regia di Victor Fleming (1942)
- The War Against Mrs. Hadley, regia di Harold S. Bucquet (1942)
- Un americano a Eton (A Yank at Eton), regia di Norman Taurog  (1942)
- Mademoiselle du Barry (Du Barry Was a Lady), regia di Roy Del Ruth (1943)
- Angeli all'inferno (Cry Havoc), regia di Richard Thorpe (1943)
- Joe il pilota (A Guy Named Joe), regia di Victor Fleming (1943)
- La settima croce (The Seventh Cross), regia di Fred Zinnemann (1944)
- L'uomo ombra torna a casa (The Thin Man Goes Home), regia di Richard Thorpe (1945)
- Senza amore (Without Love), regia di Harold S. Bucquet (1945)
- Dangerous Partners, regia di Edward L. Cahn (1945)
- Una lettera per Eva (A Letter for Evie), regia di Jules Dassin (1946)
- La taverna dei quattro venti (Two Smart People), regia di Jules Dassin (1946)
- Tragico segreto (Undercurrent), regia di Vincente Minnelli (1946)
- Ti avrò per sempre (This Time for Keeps), regia di Richard Thorpe (1947)
- Età inquieta (That Hagen Girl), regia di Peter Godfrey (1947)
- Wallflower, regia di Frederick de Cordova (1948)
- L'isola di corallo (Key Largo), regia di John Huston (1948)
- The Decision of Christopher Blake, regia di Peter Godfrey (1948)
- Il ranch delle tre campane (South of St. Louis), regia di Ray Enright (1949)
- Più forte dell'odio (Montana), regia di Ray Enright e Raoul Walsh (non accreditato) (1950)
- Le foglie d'oro (Bright Leaf), regia di Michael Curtiz (1950)
- I Love Lucy, regia di Edward Sedgwick (1953)

### Produttore
- Madame wünscht keine Kinder, regia di Alexander Korda (1926)
- Die Abenteuer eines Zehnmarkscheines, regia di Berthold Viertel (1926)

### Attore
- Mascotte, regia di Felix Basch (1920)
- Desiderio del cuore (Mikaël), regia di Carl Theodor Dreyer (1924)